# زمین‌لرزه ایسلند
زمین‌لرزه ایسلند ممکن است به یکی از موارد زیر اشاره داشته باشد:
- زمین‌لرزه ۲۰۰۸ ایسلند
- زمین‌لرزه ۱۹۱۲ ایسلند